# Taschenmessermuschel
Die Taschenmessermuschel (Pharus legumen) ist eine Muschelart aus der Familie der Pharidae. 

## Merkmale
Das gleichklappige, sehr flache Gehäuse ist „ensiform“, d. h. der Dorsalrand und der Ventral verlaufen fast parallel. Es wird bis 13 cm lang bei einer Höhe von etwa 2,5 cm. Dies resultiert in einem Breiten- zu Höhenverhältnis von etwa 5. Die Gehäuse sind fast gleichseitig, die niedrigen und wenig hervortretenden Wirbel liegen in der Mittellinie oder leicht zum Vorderende hin verschoben. Das Gehäuse ist am Hinterende geringfügig höher als am Vorderende. Außerdem ist das Hinterende fast senkrecht abgestutzt, der Vorderende eng gerundet. Das Gehäuse klafft an beiden Enden. 
Das extern liegende Ligament ist ein kurzes, braunes Band hinter den Wirbeln. Die Area ist eine schmale Vertiefung im Dorsum. In der linken Klappe sind zwei eng beieinander stehende Kardinalzähne sowie ein langer, vorderer Lateralzahn und ein vorstehender hinterer Lateralzahn, der fast so lang ist wie die Kardinalzähne. In der rechten Klappe ist nur ein senkrecht auf der Schlossplatte stehender Kardinalzahn vorhanden, außerdem ein langer vorderer Lateralzahn und ein kurzer, zapfenförmiger hinterer Lateralzahn. In beiden Klappen verläuft innen eine Längsrippe vom Wirbel bis hinter den vorderen Schließmuskel. Es sind zwei Schließmuskeln vorhanden, der vordere ist lang und erstreckt sich bis unter die Wirbel. Der hintere Schließmuskel ist halbrund. Die Mantelbucht ist nur seicht.
Die weiße bis leicht bräunliche Schale ist dünnwandig und spröde, und zerbricht leicht. Die Ornamentierung besteht aus feinen randparallelen Anwachsstreifen. Vom Wirbel gehen einige feine radiale Linien aus, die sich zum mittleren Drittel des Ventralrandes ziehen. Das glänzende Periostracum ist grünlich gelb bis gelblich, der hintere Dorsalbereich ist beigefarben. Der innere Gehäuserand ist glatt. Die Schaleninnenseite ist weiß-glänzend.
Der Weichkörper ist hell gelblich, der Mantel leicht rötlich getönt. Die Mantelränder sind fransig ausgezogen. Die rötlich gefärbten Siphonen sind kurz und über den größeren Teil ihrer Länge nicht miteinander verwachsen. Der violettrote Fuß ist ausgestreckt keulenförmig. 

### Ähnliche Arten
Die Durchscheinende Scheidenmuschel (Phaxas pellucidus) hat eine gerade Rückenseite und eine leicht gebogene Bauchseite. Von den im Umriss ähnlichen Ensis-Arten unterscheidet sich die Taschenmessermuschel durch die fast mittig gelegenen Wirbel.

## Geographische Verbreitung und Lebensraum
Das Verbreitungsgebiet der Art reicht von Norwegen bis nach Senegal (Westafrika) und ins Mittelmeer.
Sie lebt senkrecht mit dem Vorderende nach unten in Gängen in sandigen Sedimenten. Sie kommt von der Niedrigwasserlinie bis in etwa 80 Meter Wassertiefe vor.

## Taxonomie
Carl von Linné beschrieb die Art 1758 als Solen legumen. Sie ist die Typusart der Gattung Pharus Gray, 1840.

## Belege

### Online
- Marine Bivalve Shells of the British Isles: Pharus legumen (Linnaeus, 1758) (Website des National Museum Wales, Department of Natural Sciences, Cardiff)
- Marine Species Identification Portal: Pharus legumen (Linné, 1758)